# السلطة القضائية في موريتانيا
القضاء في موريتانيا يرجع أول تنظيم قضائي موريتاني إلي القانون رقم 012 الصادر بتاريخ 27 يونيو 1971م، وقد تميز هذا التنظيم بثنائية تقوم علي الفصل بين المحاكم المطبقة للشريعة الإسلامية، ومحاكم القانون الوضعي، وفي سنة 1983 تم توحيد المحاكم ودمج سلكي القضاء.

## الشريع القانوني
بعد المصادقة علي دستور 20 يوليو 1991م، والذي نص علي أن السلطة القضائية مستقلة عن السلطتين التشريعية والتنفيذية، وأن القاضي لايخضع إلا للقانون وهو محمي في إطار مهمته من أشكال الضغط التي تمس نزاهة حكمه، (المادتين 89و90) قيم بجملة من الإصلاحات تهدف إلي ملاءمة التشريع مع المتطلبات الجديدة لعدالة مستقلة من خلال الأعتراف بمجموعة من الضمانات نص عليها في النظام الأساسي للقضاء الصادر بتاريخ 17 فبراير 1994م، وفي سنة 1999م، تم اعتماد نظام قضائي جديد يرمي إلي جملة من الإصلاحات تعلق الأمر بتعزيز تخصص محاكم الولايات ومحاكم الأستئناف، واعتماد قاضي فرد علي مستوي محاكم الدرجة الأولي، واصلاح علي مستوي كتابات الضبط بموجب النظام الأساسي لموظفي كتابات الضبط والنيابات، وفي سنة 2007 صدر الأمر القانوني رقم 012 متضمنا للتنظيم القضائي الحالي، وقد نص هذا القانون علي تشكيلة المحاكم واختصاصاتها وذلك علي النحو التالي:

## المحكمة العليا
هي أعلي هيئة قضائية في موريتانيا، وتتكون من رئيس للمحكمة العليا يعين بمسوم من رئيس الجمهورية لمدة خمس سنوات قابلة للتجديد، وينوبه رئيس الغرفة الأقدم في الرتبة، وتتكون من التشكيلات القضائية التالية :غرفة المشورة والغرف المجمعة، إضافة إلي غرفتين مدنيتين واجتماعيتين وغرفة إدارية وغرفة تجارية وغرفة جزائية، ومستشارين، ونيابة عامة، وأمانة عامة، وكتابة ضبط.

## محاكم الدرجة الثانية
محاكم الأستئناف وعددها الآن ثلاثة في نواكشوط، وكيفة، و نواذيبو، يشغل منصب رئيس محكمة الأستئناف رئيس الغرفة الأعلي في الرتبة، وتتكون من عدة غرف غرفة مدنية واجتماعية، وغرفة تجارية، وغرفة إدارية، وغرف جزائية تشمل غرفة اتهام وغرفة أحداث، وتمثل النيابة العامة فيها من طرف مدعي عام لدي محكمة الأستئناف أو نوابه، ولها كتابة ضبط.

## محاكم الدرجة الأولي
1. محاكم الولايات: وتوجد في كل عاصمة ولاية محكمة ولاية، ويشغل منصب رئيس محكمة الولاية رئيس الغرفة الأقدم في الرتبة، وتضم محكمة الولاية عدة غرف منها غرفة مدنية على الأقل، وغرفة تجارية، وغرفة إدارية، وغرف جزائية من بينها غرفة للأحداث، ويقوم بمهام قاضي التحقيق قاضي أو أكثر، ويمكن أن يعين فيها قاضي مكلف بتهيئة الدعاوى وآخر مكلف بتنفيذ العقوبات، وتمثل النيابة العامة أمامها من قبل وكيل الجمهورية أو نوابه، ولها كتابة ضبط.
2. المحاكم التجارية: يمكن أن تنشأ محكمة تجارية في عاصمة كل ولاية، ويوجد الآن محكمتي تجاريتن في نواكشوط ونواذيبو، وفي الولايات التي لا يوجد بها محاكم تجارية تمارس الغرف التجارية في محاكم الولايات تلك الصلاحيات، وتتشكل المحكمة التجارية من قاضي رئيس ومستشاران، وتمثل النيابة العامة فيها من قبل وكيل الجمهورية أو نوابه، ولها كتابة ضبط.
3. محاكم الشغل: يمكن أن تنشأ محكمة شغل في عاصمة كل ولاية، وتوجد الآن في نواكشوط ونواذيبو، وتتشكل من رقاضي رئيس وقضاة مستشارين، وكاتب ضبط رئيس، ونيابة عامة.
4. المحاكم الجنائية: تنشأ في عاصمة كل ولاية محكمة جنائية، وتتشكل من رئيس ومستشارين، ومحلفين، ولهاكتابة ضبط، وتمثل النيابة العامة فيها من قبل وكيل الجمهورية أو نوابه.
5. محاكم المقاطعات: تنشأ في عاصمة كل مقاطعة محكمة مقاطعة باستثناء المقاطعات المركزية للولايات، باستثناء مقاطعات نواكشوط، وتتكون محكمة المقاطعة من قاضي فرد يدعي رئيس محكمة المقاطعة، وتمثل النيابة العامة فيها من قبل وكيل الجمهورية أو أحد نوابه، أو أحد ضباط الشرطة القضائية مفوضا لهذا الغرض، ولها كتابة ضبط.

## الموارد البشرية
يتوزع العاملون في قطاع العدالة حسب الجدول التالي:-
السلك	-ذكور-	إناث-	المجموع
- القضاة	203-	0	-203
- كتاب ضبط رئيسيين	86-	10-	96
- كاتب ضبط 	99-	12-	111
- كاتب عدل	18-	22	-40

## أعوان القضاء من غير الموظفين
الطاقم البشري المساهم في سير المرفق العمومي للقضاء لا يقتصر علي موظفي وزارة العدل، بل إن هناك مهن قضائية تلعب دورا كبيرا في مجال تحقيق العدالة في موريتانيا ويعرف هؤلاء بأعوان القضاء وهم:
1. المحامون: وينص القانون رقم 15-024 الصادر بتاريخ 19 يوليو 1995م مهنة المحاماة في موريتانيا، وقد أدخلت عليه تعديلات بموجب القانون رقم 076الصادر بتاريخ 20 يناير 2005م، ولا يخفي دور المحامون في تحقيق العدالة سواء تعلق الأمر بمساعدة المتقاضين أو بإنارة القاضي، ويبلغ عدد المحامين الآن ما يزيد علي 250 محامي.
2. الموثقون: وقد تم تنظيم مهنة الموثقين منذو سنة 1997 بموجب القانون رقم 19 الصادر بتاريخ 16 يوليو 1997 والمتضمن النظام الأساسي للموثقين، ويعين الموثق بموجب مقرر من وزير العدل.
3. المنفذين: ينظم القانون رقم 18 الصادر بتاريخ 15 يوليو 1997 مهنة المنفذين، وقد تم تحديد عدد مكاتب عمل الموثقين وتوزيعهم بموجب المقرر رقم 658 الصادر بتاريخ 17 يليو 1999م، علي النحو التالي (5 مكاتب في نواكشوط، 2 في نواذيبو، 1 في لعصابة، 1 في كركل، 1 في اترارزة، 1 في تير الزمور).
4. الخبراء: ينظم القانون رقم 20 الصادر بتاريخ 16 يوليو 1997 سلك الخبراء القضائيين، وهم فنيون يلجؤ إليهم القاضي لإنارته حول واقعة أو عدة وقائع، وتجدد لائحة الخبراء سنويا، وبموجب مقرر رقم 65 الصادر بتاريخ 30 يونيو 1999 عن وزير العدل نشأت الهيئة الوطنية للخبراء.